# La boda de mi ex
La boda de mi ex (título original: Destination Wedding) es una película estadounidense de comedia romántica de 2018 escrita y dirigida por Victor Levin y protagonizada por Winona Ryder y Keanu Reeves.

## Sinopsis
Lindsay y Frank son dos desgraciados y antipáticos invitados a una boda que comparten las mismas miserias. Cansados de todo el mundo que les rodea, ambos empezarán a sentir algo el uno por el otro.

## Reparto
- Winona Ryder como Lindsay.
- Keanu Reeves como Frank.

## Producción
La producción fue completada en California en agosto de 2017.

## Estreno
La película fue estrenada el 31 de agosto de 2018, bajo distribución de la compañía Regatta.

## Recepción
La boda de mi ex ha recibido reseñas mixtas de parte de la crítica y de la audiencia. En el portal Rotten Tomatoes, la película posee una aprobación de 51%, basada en 87 reseñas, con una calificación de 5.3/10, mientras que de parte de la audiencia tiene una aprobación de 57%, basada en más de 500 votos, con una calificación de 3.3/5.
Metacritic le ha dado a la película una puntuación de 46 de 100, basada en 23 reseñas, indicando "reseñas mixtas". En el sitio IMDb los usuarios le han dado una calificación de 6.0/10, sobre la base de 30 533 votos. En la página FilmAffinity tiene una calificación de 4.6/10, basada en 792 votos.